# Aumühle (stacja kolejowa)
Aumühle (niem: Bahnhof Aumühle) – stacja kolejowa w Aumühle, w regionie Szlezwik-Holsztyn, w Niemczech. Jest to stacja końcowa dla linii S21 S-Bahn w Hamburgu. Znajduje się na linii Berlin – Hamburg. Ponadto pełni funkcję startu lub stacji końcowej pociąg regionalnego R20 do Büchen.

## Położenie
Stacja znajduje się w Aumühle, po północnej stronie miejscowości. Dostęp jest możliwy tylko za pośrednictwem głównego wejścia do zabytkowego budynku, ale jest to dostępne z obu stron, ponieważ znajduje się na kładce dla pieszych, która łączy dwa końce Bahnhofstrasse. Adres stacji to Bahnhofstrasse 1, 21521 Aumühle.

## Historia
Stacja powstała w trakcie rozbudowy linii S21. Ta kończyła się na stacji Hamburg-Bergedorf, do 1969 roku stacje Reinbek, Wohltorf i Aumühle były włączone do systemu. Obecnie budynek dworca jest obiektem zabytkowym.

## Linie kolejowe
- Berlin – Hamburg